# АЭС Фанчэнган
АЭС Фанчэнган (кит. 防城港核电站) — действующая атомная электростанция на юге Китая.  
Станция расположена на побережье Южно-Китайского моря в городском округе Фанчэнган Гуанси-Чжуанского автономного района.
Решение о строительстве АЭС Фанчэнган было принято в рамках реализации проекта по развитию западных районов Китая. Фанчэнган должна была стать первой АЭС в районе компактного проживания нацменьшинств страны. Проект предусматривал установку 6 энергоблоков мощностью 1 млн. кВт каждый.
Для размещения на площадке первой очереди АЭС были выбраны два национальных реактора CPR-1000 типа PWR мощностью 1080 МВт, разработанных компанией CGNPG по китайским технологиям. Первый блок был запущен в октябре 2015 года, второй блок был сдан в коммерческую эксплуатацию через год, в октябре 2016 года.
В ноябре 2014 года национальная энергетическая администрация (NEA) утвердила проект реактора III поколения по собственной китайской технологии Хуалун-1 (HPR1000), совместной разработки корпораций CNNC и China General Nuclear Power (CGNPG). Одной из площадок размещения нового реактора наряду с АЭС Фуцин стала вторая очередь АЭС Фанчэнган. Строительство третьего блока началось в декабре 2015 года, четвертого — в декабре 2016 года.

## Информация об энергоблоках
| Энергоблок  | Тип реакторов | Мощность | Мощность | Начало строительства | Физпуск    | Подключение к сети | Ввод в эксплуатацию | Закрытие |
| Энергоблок  | Тип реакторов | Чистый   | Брутто   | Начало строительства | Физпуск    | Подключение к сети | Ввод в эксплуатацию | Закрытие |
| ----------- | ------------- | -------- | -------- | -------------------- | ---------- | ------------------ | ------------------- | -------- |
| Фанчэнган-1 | PWR, CPR-1000 | 1000 МВт | 1080 МВт | 30.07.2010           | 13.10.2015 | 25.10.2015         | 01.01.2016          | —        |
| Фанчэнган-2 | PWR, CPR-1000 | 1000 МВт | 1080 МВт | 23.12.2010           | 29.06.2016 | 15.07.2016         | 01.10.2016          | —        |
| Фанчэнган-3 | PWR, HPR1000  | 1105 МВт | 1188 МВт | 24.12.2015           | 27.12.2022 | 10.01.2023         | 25.03.2023          | —        |
| Фанчэнган-4 | PWR, HPR1000  | 1105 МВт | 1188 МВт | 23.12.2016           | 03.04.2024 | 09.04.2024         | 25.05.2024          | —        |